# Martin Vollert
Martin Vollert (* 6. November 1882 in Eisenach; † 1980) war ein deutscher Versicherungsmanager.

## Leben
Martin Vollert war der zweite Sohn aus der Ehe des Juristen Max Vollert (1851–1935) mit Marie geb. Böhlau (1859–1938).
Vollert besuchte das Wilhelm-Ernstische Gymnasium in Weimar und studierte Jura in Lausanne, München, Berlin und Jena; dort legte er das erste und das zweite juristische Staatsexamen ab. 1911 brach er den juristischen Berufsweg ab und bewarb sich auf Empfehlung von Viktor Samwer in der Direktion der Gothaer Feuer-Versicherungsbank auf Gegenseitigkeit in Gotha. Er wurde ab April des Jahres probeweise beschäftigt und zum Beginn 1912 fest eingestellt mit der Zusage, in Kürze Stellvertretender Direktor zu werden. Das geschah am 1. Januar 1913. Von 1914 bis Ende 1918 leistete er Kriegsdienst, wobei er zweimal schwer verwundet wurde. Im Frühjahr 1920 wurde er reguläres Mitglied des Direktoriums mit der Zusage, als Nachfolger des Generaldirektors vorgesehen zu sein. Im Oktober 1923 wurde er kommissarischer Leiter, am 1. Januar 1924 Generaldirektor. Er führte dieses Amt – zunächst in Gotha, ab 1946 in Köln – bis zum Juni 1958. Anschließend war er Vorsitzender des Aufsichtsrats, ab 1963 Stellvertretender Vorsitzender. Zum April 1970 gab er alle Ämter ab.
Unter Vollerts Leitung legte die Gothaer Feuer manche Eigenheiten ab, die aus der Entwicklung als Versicherung auf Gegenseitigkeit überkommen waren. In der neuen Verfassung, die er 1921 entworfen hatte, gab es die geographische Beschränkung auf den Thüringer Raum nicht mehr. Zugleich wurde das besondere Prämiensystem mit nominal hohen Prämien bei sehr hoher Überschussbeteiligung normalisiert. Die enge Spartenspezialisierung wurde allmählich überwunden. Die wachsende Bedeutung der Versicherungen im Verkehrswesen veranlasste 1923 die Gründung einer Tochtergesellschaft (Gothaer Transportversicherungsbank AG) in Köln. Mehrfache Änderungen führten dazu, dass die Muttergesellschaft ab 1940 selber die Kraftverkehrsversicherung betrieb und in ihrer Tochter (umbenannt in Gothaer Transport- und Rückversicherung AG) eine Rückversicherung unterbrachte. Vollert war ab der Gründung zunächst bis 1926 Vorsitzender des Aufsichtsrats und dann wieder von 1953 bis 1963, anschließend bis 1969 Stellvertretender Vorsitzender. Von 1927 bis 1952 war er Vorstandsvorsitzender.
Vollert wandte der Verbesserung der internen Kommunikation große Aufmerksamkeit zu. In der deutschen Versicherungswirtschaft war er 1924/1925 Pionier bei der Einführung von Lochkartenmaschinen. Er ließ auch Buchungsmaschinen entwickeln, die eine tägliche Abrechnung zwischen allen Stellen ermöglichten. Dadurch war die Gothaer Feuer als erste Gesellschaft in der Lage, monatliche Bilanzen zu erstellen.
Vollert wurde 1952 mit dem Verdienstkreuz (Steckkreuz) der Bundesrepublik Deutschland geehrt.

## Nachweise
1. ↑  Wer ist wer? Das deutsche Who’s Who. XXI. Ausgabe. Lübeck 1981, ISBN 3-7950-2002-6, S. 1308.
2. ↑  Todesanzeige unterzeichnet von ihren Kindern in Jenaische Zeitung vom 28. Mai 1938, S. 12.
3. ↑  Viktor W. E. Samwer (1863–1924), Bruder des Versicherungsdirektors Karl Samwer, war Senatspräsident am Oberlandesgericht Jena und 1902–1924 Mitglied des Aufsichtsrats der Gothaer Feuer. (Hax 1970, S. 169, 187 und 263)
4. ↑  1970 umbenannt in „Gothaer Versicherungsbank VVaG“ (Hax 1974, S. 29).
5. ↑  Hax 1970, S. 168–170.
6. ↑  Hax 1970, S. 171–176.
7. ↑  Hax 1970, S. 179–188.
8. ↑  Hax 1974, S. 45f. und 83f.
9. ↑  Hax 1970, S. 196f. und 220f.
10. ↑  Vgl. Projekt Verdienstkreuz 1952.

| Personendaten    | Personendaten                  |
| ---------------- | ------------------------------ |
| NAME             | Vollert, Martin                |
| KURZBESCHREIBUNG | deutscher Versicherungsmanager |
| GEBURTSDATUM     | 6. November 1882               |
| GEBURTSORT       | Eisenach                       |
| STERBEDATUM      | 1980                           |